# 西坑古墓群
西坑古墓群，位于中国广东省惠州市博罗县福田镇联和西坑村，为博罗县的一个县级文物保护单位，类型为古墓葬，公布时间为1988年。
西坑古墓群的历史年代为南朝—清。